# Suzuki GSX

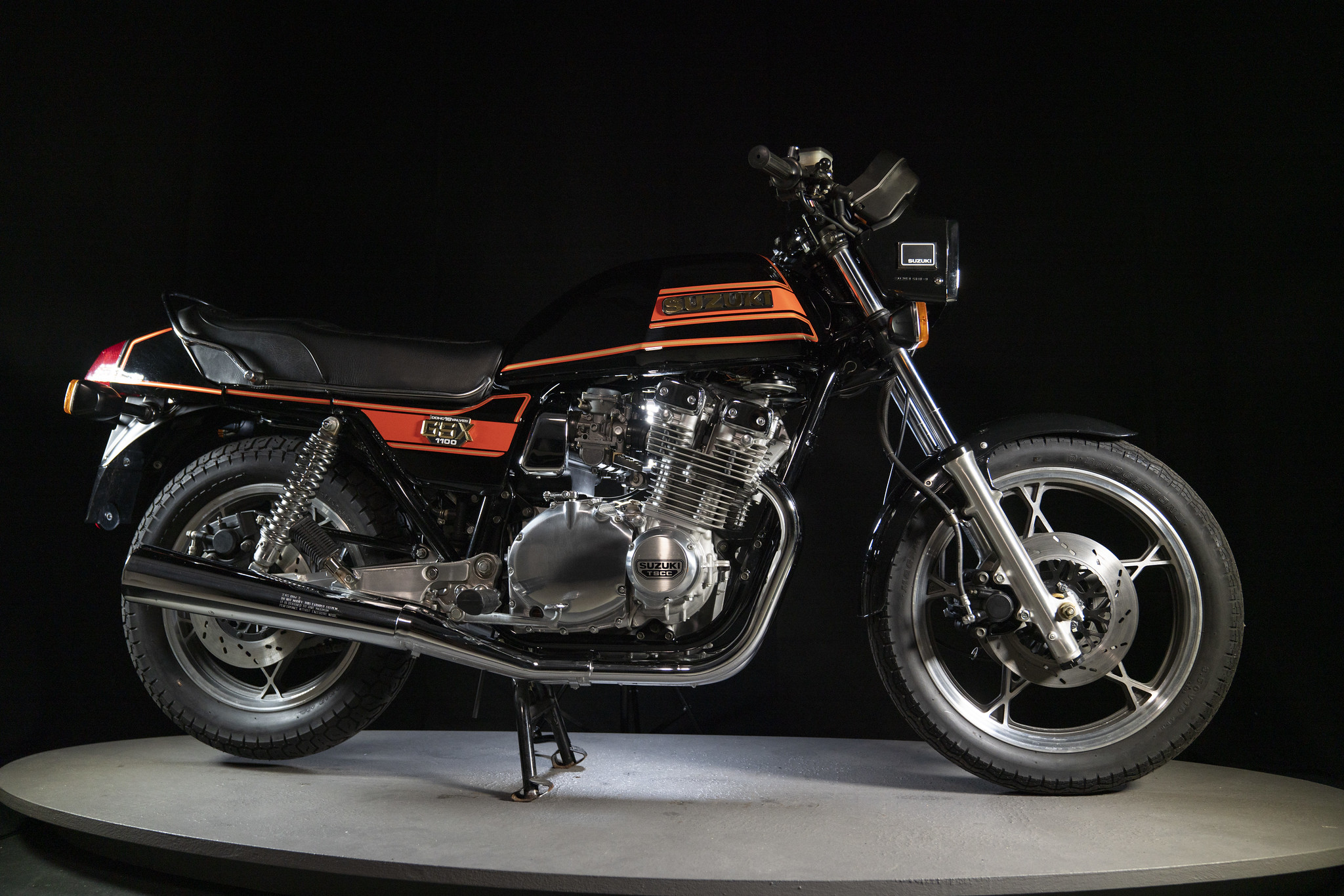
Suzuki GSX 1100, Baujahr 1981

Die Suzuki GSX-Reihe war eine Serie von Motorrädern des japanischen Motorradherstellers Suzuki. Aufbauend auf der vorhergehenden GS-Reihe, debütierte mit der GSX-Reihe bei Suzuki die Vierventiltechnik.

## Ursprüngliche Reihe
Nachdem Honda bereits 1978 mit der CBX und der CB 900 erste Modelle mit zwei obenliegenden Nockenwellen und vier Ventilen pro Zylinder vorgestellt hatte, folgte Suzuki zwei Jahre später nach. Die Motoren basierten auf denen der GS-Reihe, die bereits über zwei Nockenwellen verfügten, jedoch nur zwei Ventile je Zylinder ansteuerten. Mit dem Wechsel auf Vierventiltechnik wurden deutliche Leistungssprünge möglich, ausgehend von der 46 kW / 63 PS starken GS 750 erreichte die GSX 750 bereits 59 kW / 80 PS. Bei den hubraumstärkeren Modellen wie der GSX 1100 wurde dann die 100 PS Marke erreicht oder überschritten.

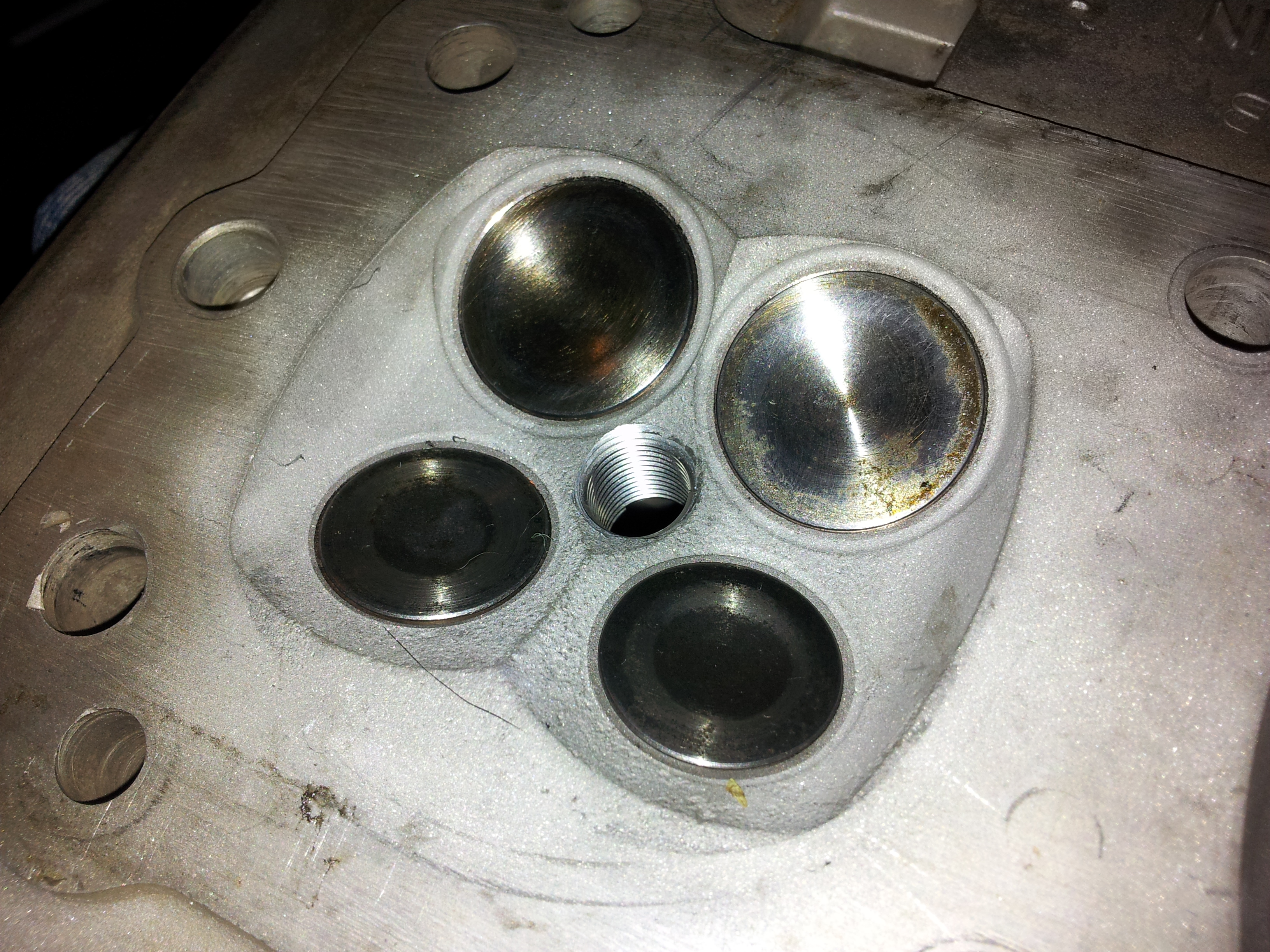
TSCC-Brennraum einer GSX 1100

Suzuki warb bei der neuen GSX-Reihe (In Nordamerika weiter als GS beworben) mit einer besonderen Brennraumform, genannt TSCC (Twin Swirl Combustion Chamber), das für eine verbesserte Verwirbelung des Luft-Kraftstoff-Gemischs sorgen sollte. Anstelle einer typischeren Halbkugelform weisen die Brennräume eine markanten Einschnürung zwischen den Ventilen auf. Wie schon die GS-Reihe umfasst auch die GSX-Reihe ausschließlich luftgekühlte Reihenmotoren.
Die ersten Modelle der neuen GSX-Reihe waren die GSX 400 und GSX 250 mit Zweizylindermotoren sowie die Vierzylinder GSX 750 und GSX 1100. Weitere Hubraumvarianten folgten. Diese ersten GSX-Modelle setzten auf eine konventionelle Optik. Der damalige Marketing-Chef von Suzuki Deutschland, Manfred Baecker, regte eine exklusivere Optik für die Motorräder Suzukis an. Das Designstudio Target Design wurde daraufhin mit einem Neudesign beauftragt, das als Suzuki Katana ab 1981 erhältlich war.
Auf die GSX folgte bei Suzuki die GSX-R, die im Streben nach weiteren Leistungszuwächsen auf eine Luft-/Ölkühlung setzte und schließlich auch Modelle mit Wasserkühlung. Die ursprünglichen luftgekühlten Motoren der GSX wurden noch bis 1988 gebaut. Spätere GSX-Modelle basierten auf den mit der GSX-R eingeführten luft-/ölgekühlten Motoren.

### Technische Daten ausgewählter Modelle
|                                  | GSX 250 E                                                                                           | GS 400 E                                                                                            | GSX 750 E                                                                                           | GSX 1100 E                                                                                          |
| -------------------------------- | --------------------------------------------------------------------------------------------------- | --------------------------------------------------------------------------------------------------- | --------------------------------------------------------------------------------------------------- | --------------------------------------------------------------------------------------------------- |
| Motorbauart                      | luftgekühlter Zweizylinder-Viertakt-Reihenmotor 4 Ventile pro Zylinder, 2 obenliegende Nockenwellen | luftgekühlter Zweizylinder-Viertakt-Reihenmotor 4 Ventile pro Zylinder, 2 obenliegende Nockenwellen | luftgekühlter Vierzylinder-Viertakt-Reihenmotor 4 Ventile pro Zylinder, 2 obenliegende Nockenwellen | luftgekühlter Vierzylinder-Viertakt-Reihenmotor 4 Ventile pro Zylinder, 2 obenliegende Nockenwellen |
| Hubraum                          | 249 cm³                                                                                             | 395 cm³                                                                                             | 747 cm³                                                                                             | 1074 cm³                                                                                            |
| Verdichtung                      | 10,5:1                                                                                              | 9:1                                                                                                 | 9,4:1                                                                                               | 9,5:1                                                                                               |
| Bohrung x Hub                    | 60 mm × 44,2 mm                                                                                     | 67 mm × 56,6 mm                                                                                     | 67 mm × 53 mm                                                                                       | 72 mm × 66 mm                                                                                       |
| Nennleistung (1)                 | 20 kW (27 PS) bei 10.000/min                                                                        | 20 kW (27 PS) {32 kW (44 PS)} bei 8.000/min {bei 9.500/min}                                         | 59 kW (80 PS) bei 9.200/min                                                                         | 74 kW (100 PS) bei 8.700/min                                                                        |
| max. Drehmoment (1)              | 21 Nm bei 8.500/min                                                                                 | 26 Nm bei 6.000/min {36 Nm bei 8.300/min}                                                           | 63 Nm bei 8.400/min                                                                                 | 85 Nm bei 6.500/min                                                                                 |
| Radstand                         | 1385 mm                                                                                             | 1420 mm                                                                                             | 1520 mm                                                                                             | 1520 mm                                                                                             |
| Leergewicht Trocken / Fahrbereit | 160 kg / 175 kg                                                                                     | 189 kg / 194 kg                                                                                     | 229 kg / 242 kg                                                                                     | 259 kg                                                                                              |
| Höchstgeschwindigkeit (1)        | 148 km/h                                                                                            | 140 km/h {151 km/h}                                                                                 | 202 km/h                                                                                            | 220 km/h                                                                                            |